# Sergei Ischchanowitsch Gasarow

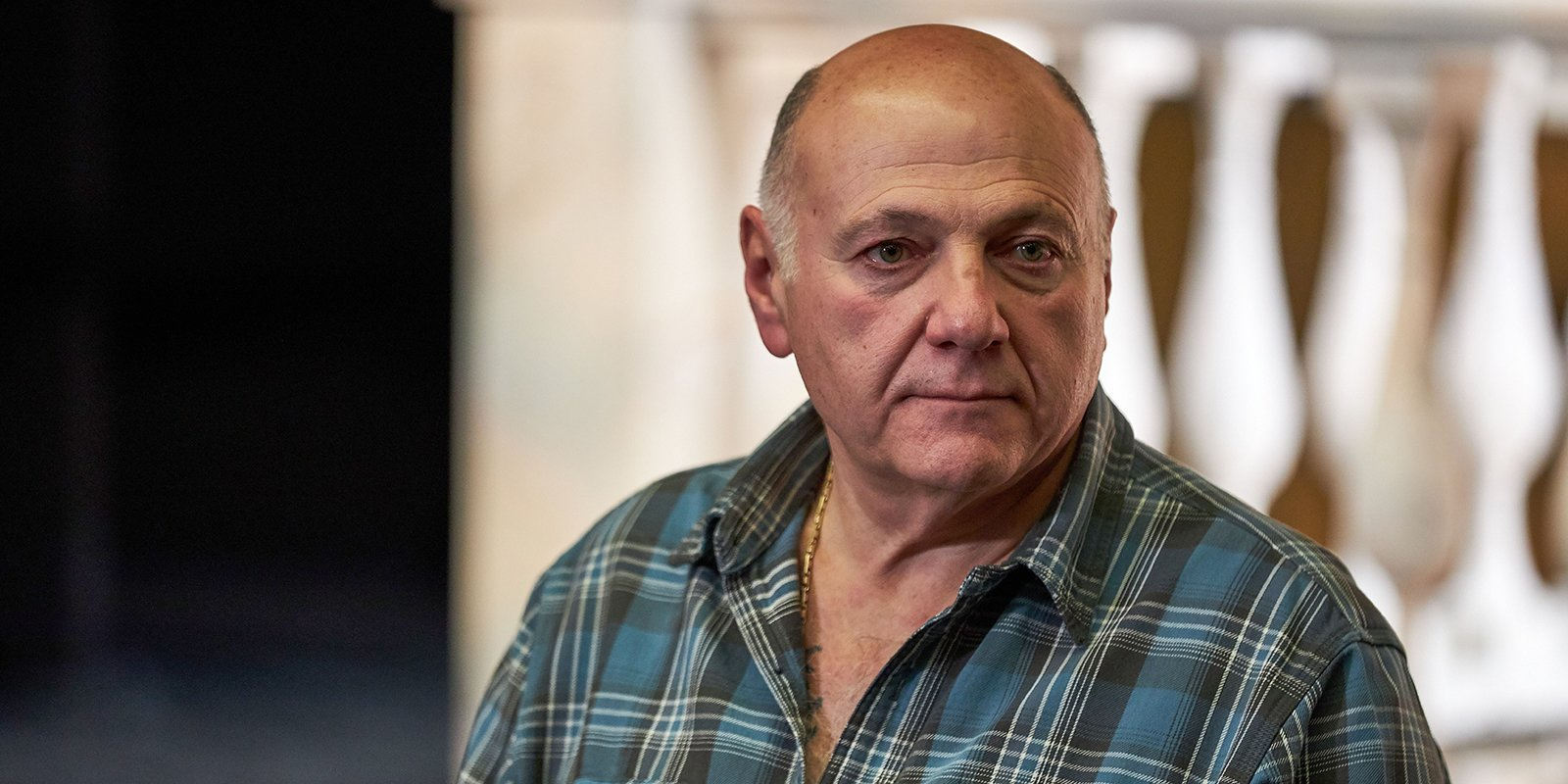
Sergei Ischchanowitsch Gasarow, 2019

Sergei Ischchanowitsch Gasarow (russisch Сергей Ишханович Газаров, wiss. Transliteration Sergej Išchanovič Gazarov; * 13. Januar 1958 in Baku, AsSSR, Sowjetunion) ist ein russischer Schauspieler, Filmproduzent, Theater- und Filmregisseur sowie Drehbuchautor.

## Leben
Gasarow schloss 1980 die Russische Akademie für Theaterkunst im Fach Schauspiel ab. Während seines Studiums beteiligte er sich aktiv an der Gründung des Moskauer Theaterstudios Tabakerka unter der Leitung von Oleg Tabakow. Nach seinem Abschluss wurde er an das Moskauer Staatstheater Sovremennik eingeladen. 1990 debütierte er als Filmregisseur mit dem Film Crazy. Der Film wurde mit dem Grand-Prix-Preis des Young European Filmmakers Festival in Angers, im Westen Frankreichs, ausgezeichnet. 1991 gründete er seine Filmfirma Nikita And Pyotr. Im selben Jahr inszenierte er das Stück The Government Inspector, das mit dem Preis der Union der Theaterarbeiter für das beste Regiedebüt des Jahres ausgezeichnet wurde. Es folgten weitere Produktionen für das Fernsehen sowie Filmproduktionen. Von 1998 bis 2001 arbeitete er als verantwortlicher Regisseur am Mo scow Drama Theatre nach Dzhigarhanyan, wo er die Truppe erheblich erneuerte und einige weithin akzeptierte Stücke wie The Homecoming und The Government Inspector inszenierte. Ab 2015 unterrichtet Gasarow Theaterkunst an der Akademie für Film- und Theaterkunst.
Er war bis zu ihrem Tod mit der Schauspielerin Irina Jurjewna Metlizkaja (1961–1997) verheiratet. Die beiden wurden Eltern von zwei Kindern.

## Filmografie (Auswahl)

### Schauspiel
- 1981: Pugowitza
- 1982: Verwandtschaft (Rodnya/Родня)
- 1986: Der Tanzplatz (Tantsploshchadka/Танцплощадка)
- 1986: Der Jaguar (Yaguar/Ягуар)
- 1988: Weißer Knochen (Belaya kost/Белая кость)
- 1990: Krysha (Крыша) (Fernsehfilm)
- 1990: Taxi Blues (Такси-блюз)
- 2003: Next 2 (Next 2: Возвращение преступного короля) (Fernsehserie)
- 2005: Türkisches Gambit: 1877 – Die Schlacht am Bosporus (Turetskiy gambit/Турецкий гамбит)
- 2007: 12
- 2016: Final Take-Off – Einsame Entscheidung (Ekipazh/Экипаж)

### Produktion
- 1996: Inspector (Revizor/Ревизор)
- 2007: Alisa, das Meermädchen (Rusalka/Русалка)

### Regie
- 1990: Crazy (Krejzi/Сумасшедший)
- 1990: Krysha (Крыша) (Fernsehfilm)

### Drehbuch
- 1996: Inspector (Revizor/Ревизор)